# Luornu Durgo
Luornu Durgo, più conosciuta come Triplicate Girl, è un personaggio dei fumetti pubblicati da DC Comics. È una supereroina del XXX e XXXI secolo dell'Universo DC e un membro della Legione dei Super-Eroi. Utilizza anche i soprannomi di Duo Damsel, Triad, Una e Duplicate Damsel.

## Biografia del personaggio

### Continuità originale
Comparve per la prima volta in Action Comics n. 276. È nativa del pianeta Cargg, in grado di dividersi in tre cloni, abilità a disposizione di tutti i Carggiti, in quanto il sistema solare del loro pianeta natale è dotato di tre soli. Il suo costume è di colore viola, con un mantello ed una cintura arancioni, e un paio di stivali neri.
Fu la quarta eroina a fare parte della Legione dei Supereroi, primo membro non fondatore. A differenza della sua controparte del rinnovamento post-Ora Zero, Triad, ha occhi marroni, e non a metà tra il viola e l'aranciato. Per un lungo periodo, ebbe una cotta non corrisposta per Superboy.
Uno dei suoi tre corpi fu ucciso da Computo il Conquistatore, un super computer senziente creato da Brainiac 5 perché fosse di aiuto all'umanità, ma che invece divenne un supercriminale; così, da quel momento, assunse l'alias di Duo Damsel. I suoi due corpi sopravvissuti continuarono a ricordare il trauma della morte sperimentata, con il risultato che Computo fu l'unico criminale che Damsel non riuscì mai ad affrontare.
Successivamente, Duo Damsel indossò un costume metà arancione e metà viola, in modo che una volta divisa uno dei corpi avrebbe indossato la metà arancione e l'altra la metà viola. Il costume venne inizialmente ideato per esserle d'aiuto sul pianeta Pasnic, ma il personaggio continuò ad indossare un costume "diviso" come questo per la maggior parte della continuità originale.
Duo Damsel lasciò il servizio attivo della Legione per diventare riservista, dopo aver sposato il compagno di squadra Bouncing Boy. Dopo il matrimonio compare solo sporadicamente.
Nei primi anni della prima continuità della Legione servì da istruttrice all'Accademia della Legione a fianco del marito. Soffrì per la perdita di un altro corpo battendosi contro Time Trapper, dopo aver preso parte in una cospirazione per vendicare la morte di Superboy, causata da Time Trapper. Invece si scoprì che il secondo corpo di Luornu era ancora vivo. Questo corpo, e l'abilità di duplicarsi, furono ripristinati, e al momento ottenne anche una nuova abilità: la generazione di campi di forza. Questa le fu trasferita da una speciale cintura donatale da Brainiac 5 perché la proteggesse dopo la presunta morte del suo secondo corpo.
Dopo la storia "Five Year Gap", successiva alle Guerre Magiche, la Terra cadde sotto il controllo dei Dominatori, allontanandosi dai Pianeti Uniti. Qualche tempo dopo, membri dei Dominatori altamente classificati come "Batch SW6" evasero dalla prigione. In origine, i Batch SW6 comparvero come un gruppo di cloni dei Legionari, creati da campioni raccolti prima della morte di Ferro Lad dal Mangiatore di Soli. Successivamente, si scoprì essere duplicati tempo-paradossali, altrettanto legittimi quanto le loro controparti più grandi. Dopo che la Terra venne distrutta in un disastro reminiscente della distruzione di Krypton di oltre un milione di anni prima, le poche dozzine di città e di cittadini che sopravvissero ricostituirono il loro mondo come la Nuova Terra. I Legionari SW6 rimasero con loro, e la loro versione di Triplicate Girl (con i suoi tre corpi tutti intatti) assunse il nome di "Triad".

### Reboot diOra zero - Crisi nel tempo
Dopo gli eventi della miniserie Ora zero - Crisi nel tempo dei 1994, la continuità originale della Legione terminò e la sua storia ricominciò da zero.
I nativi del pianeta Cargg potevano separarsi in tre corpi. Nella maggior parte dei casi erano identici, fisicamente, intellettualmente ed emozionalmente. Questo non fu il caso di Luornu Durgo.
Anche da neonata, quando due delle sue personalità piangevano, la terza restava calma. Per questo era considerata una vergogna sul pianeta, suo padre l'abbandonò da bambina, mentre sua madre si diede all'alcolismo e, infine, si suicida. Venne quindi cresciuta da sua nonna, che segretamente aveva la stessa "malattia", ma quando questa morì, Luornu fu inserita in un manicomio, dove il trattamento di base era quello di torturare le sue tre personalità per costringerle tutte allo stesso comportamento. Dopo aver iniziato a mostrare segni di "progresso", le fu permesso di girare per il giardino, da cui evase non appena ne ebbe la possibilità. Corse, finché stanca, affamata e fradicia per la pioggia, finì per entrare in uno spazioporto. In cerca disperata di un riparo, tentò di infiltrarsi in una nave spaziale, all'interno della quale vi trovò R. J. Brande. Invece di consegnarla alle autorità Carggiane, la portò sulla Terra e le affidò un lavoro nel suo ufficio, il quartier generale della Brande Industries. Quando scoprì del trattamento riservatole dai Carggiani, minacciò di spostare numerose fabbriche finché non lo avessero dichiarato il suo guardiano legale.
Quando Brande venne salvato da tre adolescenti, ebbe l'idea di creare la Legione dei Super-Eroi. Fu Luornu ad essere inviata ad invitare questi tre ragazzi a farne parte, mentre lei, poco dopo, divenne il quarto membro, con il nome in codice di Triad.

### Secondo reboot
Nel 2005 la continuità della Legione venne rinarrata. Triplicate Girl risultava l'unica abitante del pianeta Cargg. Le sue origini erano un mistero. Ciò che ricorda, è che si svegliò, un giorno, nel mezzo delle rovine del pianeta. Dopo settimane di solitudine, scoprì di avere l'abilità di dividersi in tre, e da tre divennero nove, poi ventisette, e così via finché ogni individuo non sviluppò una propria coscienza. Infine, raggiunse il suo limite, ma a quel punto il pianeta era completamente popolato di suoi duplicati. Quando una nave dai Pianeti Uniti giunse su Cargg, tre di questi duplicati vennero inviati come emissari. Quando fecero ritorno, gli altri duplicati li considerarono "contaminati", in quanto visitarono pianeti che gli altri non hanno potuto vedere, incontrando esseri che non erano loro duplicati e che non potevano duplicarsi. Queste nuove esperienze li fece crescere come popolo, persero l'abitudine di duplicarsi, mentre i tre emissari si fusero in un solo corpo che si diede all'esilio. L'essere che si fuse in un solo corpo successivamente si unì alla Legione dei Supereroi con il nome di Triplicate Girl.

### Lightning SagaeCountdown
Durante la storia The Lightning Saga del 2007, la Justice League of America e la Justice Society of America incontrarono colei che sembrava essere Triplicate Girl. Indossava il costume originale visto in Action Comics, all'interno di una base abbandonata utilizzata un tempo dalla Società segreta dei supercriminali, in fondo alla Suicide Swamp. Triplicate Girl presentò i suoi due ulteriori cloni, e spiegò che la Legione ritornò nel passato per fermare la nascita di Computo, "la prima intelligenza artificiale psicopatica". Computo si attivò improvvisamente e si batté contro le tre squadre, uccidendo una delle copie di Triplicate Girl, proprio come accadde nella storia originale. Superman ricordò di aver preso parte a quella battaglia molti anni addietro: lui e Power Girl scoprirono che, sia Triplicate Girl, che Computo non erano che illusioni create da Sensor Girl, al fine di allontanare le due squadre del XXI secolo dalla Legione.
Alla conclusione della Lightning Saga, una figura ombrosa comparve a Karate Kid, mentre questi si preparava a tornare a casa con i compagni Legionari. La figura gli disse che lui aveva ancora una missione da completare. Questa figura si rivelò essere la "vera" Triplicate Girl, che si unì a Karate Kid nella sua missione nel passato. In Countdown n. 41, lei e Karate Kid avevano ancora una missione da portare a termine nel XXI secolo. Con la scomparsa dei suoi duplicati, ora assunse l'identità di "Una".
Una e Karate Kid visitarono Barbara Gordon per apprendere del segreto della malattia di Val. L'Oracolo fu incapace di identificarla, e li diresse a visitare Mr. Orr. Quando ottennero il composto di Mr. Orr, Val e Una furono costretti in una breve battaglia contro Equus, finché non giunse Orr. Questi gli disse che la malattia di Karate Kid era molto simile al virus degli O.M.A.C., e, sotto gli ordini di Desaad, gli fu detto di vedere il professor Buddy Blank.
Mentre erano in viaggio per incontrare Buddy Blank, il treno su cui si trovavano venne deragliato dal vendicativo Equus, al quale fu fatto credere dalla polizia che gli eroi fossero bioarmi metaumane. Supergirl giunse sulla scena, ma credendo a ciò che gli fu detto, attaccò Karate Kid finché il ricordo della terza versione della Legione non le invase la mente. Equus ne approfittò, quindi, per lanciarle contro una macchina. Supergirl si riprese e lo sconfisse. Dopo la battaglia, ci furono alcune domande riguardanti le inconsistenze dei ricordi di Supergirl. Val e Una visitarono Buddy Blank e suo nipote, che li condussero sotto osservazione di Brother Eye, che scansionò Val, e diresse il gruppo a Blüdhaven, dove venne identificato un virus molto simile. Brother Eye poi si attivò e iniziò ad assimilare tutti gli oggetti a lui vicino, e diventando sempre più consapevole fino ad attaccare gli O.M.A.C. Poco dopo, attivò un Boomdotto e viaggiò su Apokolips, portando con sé i due Legionari. Sul pianeta, i due fuggirono, ma, in quell'istante, Eye la trasformò in una O.M.A.C. Con la sconfitta di Brother Eye per mano del Pifferaio, Una venne liberata, ma non prima di aver sconfitto Karate Kid e averlo consegnato nelle mani di Brother Eye perché fosse sottoposto a degli esperimenti. L'intero gruppo di eroi ritornò sulla Terra, e Una implorò insieme agli altri di risparmiare la vita di Val, per quanto alcuni avrebbero preferito ucciderlo, prima che il virus Morticoccus si fosse diffuso. Dopo la morte di Val, il virus Morticoccus entrò nell'atmosfera, tramutando gli umani selvaggi e gli animali in esseri umani. Una aiutò Buddy Blank a ritrovare suo nipote, sacrificandosi per salvare gli altri da alcuni ratti mutati. Il suo ultimo atto fu di donare a Buddy Blank il suo anello di volo, così che lui e suo nipote avessero potuto fuggire dalla città.
I corpi di Una e di Val furono infine ritrovati dal Dipartimento di polizia di Gotham City sulla Nuova Terra, e da Superman. Il cordoglio di Lightning Lad si fece sentire al loro passaggio. Tuttavia, il suo collega malato mentale, Starman, disse loro «Non preoccupatevi di Luornu...Triplicate! Duo! Una! Aspettate di vedere cosa le accadrà!».

### La Legione dei 3 Mondi
Nel finale di Crisi finale: La Legione dei 3 mondi, Luornu ritorna per aiutare la Legione nella battaglia con la Legione dei Supercriminali, rivelando di aver ottenuto l'abilità di duplicarsi in un numero vasto di corpi, e che ora si faceva chiamare, "Duplicate Damsel". Lei e Bouncing Boy erano appena ritornati dalla luna di miele. Rivelò anche che Una era il secondo ed ultimo dei suoi duplicati.

## Poteri e abilità
Triplicate Girl possiede l'abilità di dividersi in tre corpi identici. Quando si fonde in un unico corpo, ottiene i ricordi e la sapienza ottenute dai suoi diversi sé.
Nella continuità post-Ora Zero, i diversi sé di Triad potevano essere identificati fisicamente dal colore degli occhi, dei capelli e dal costume - la Triad integra, o Triad bianca, aveva un occhio arancione e uno viola, la Triad arancione aveva gli occhi arancioni, e la Triad viola aveva gli occhi viola. In termini di personalità, la Triad arancione tendeva ad essere più timida, la Triad viola ad essere più aggressiva, mentre una volta entrate tutte nello stesso corpo avevano il comportamento della Triad bianca. Ha sempre cercato di vestire costumi che identificavano quale Triad si aveva davanti, ed era anche una praticante del Tri-Jitsu, un'immaginaria arte marziale la cui strategia è quella di dividere il proprio corpo in tre diversi individui.
Nella terza versione della Legione, la prima Triplicate Girl, che rimase su Cargg, poteva dividersi in numerosi corpi (il cui numero esatto non fu identificato). Il suo costume è una reminiscenza del suo aspetto originale (precedente al disegno arancione e viola) ed è identico per tutti e tre i suoi corpi. Nelle sue prime storie, non c'era nessuna differenza apparente tra i vari corpi; tuttavia, ciò cambiò quando due di loro si mossero verso Element Lad e la terza lo baciò. Numeri successivi suggerirono che questa relazione sia stata portata avanti.

## Altri media
- Triplicate Girl comparve nell'episodio "New Kids in Town" nella serie animata, Le avventure di Superman, in un breve cameo. In quest'episodio, i Legionari Saturn Girl, Cosmic Boy e Chameleon Boy inseguirono Brainiac dal XXXI secolo fino nella Smallville del XX secolo, per evitare che uccidesse Cark Kent, prima che i suoi poteri si fossero sviluppati del tutto, cosa che avrebbe avuto delle serie conseguenze sulla linea temporale, dato che l'alterazione avrebbe reso impossibile per Clark diventare la leggenda nota come Superman.
- Triplicate Girl comparve nella serie animata Legion of Super Heroes, uno spin-off indipendente dalle storie della Legione, ma combinante molti aspetti delle varie versioni, anche se il colore dei suoi capelli rimase sempre lo stesso, così come il suo abbigliamento. Solitamente si divise solo in due. Ognuno dei colori aveva una caratteristica particolare della sua personalità, ma non grandi differenze.
- Nel primo episodio della seconda stagione, la terza neutrale venne cancellata dall'"anti-materia" causata da un'alterazione temporale causata dal signore della guerra Imperiex, portando al cambiamento del suo nome in "Duo Damsel". Tuttavia, non appena lei e gli altri fecero ritorno dal temperamento temporale prima che cominciasse, le fu assicurato che la sua terza persona sarebbe potuta essere ricostituita insieme al resto del futuro. Nell'episodio "Unnatural Alliances", il costume di Duo Damsel venne rimodellato, aggiungendo degli accenti neri invece del tipico bianco, e rimpiazzando il simbolo sul suo petto (tre triangoli) con un cerchio diviso nel mezzo. Capelli neri, con striature viola ed arancioni. Dopo la sconfitta di Brainiac, il futuro venne ricostituito con la sua terza neutrale ritornata dal XXXI secolo per la delizia degli altri. Ebbe anche una relazione pazzerella con Bouncing Boy.